# Liversedge
Liversedge är en ort i unparished area Spenborough, i distriktet Kirklees, Storbritannien. Den ligger i grevskapet West Yorkshire och riksdelen England, i den centrala delen av landet, 260 km norr om huvudstaden London. Liversedge ligger 103 meter över havet och antalet invånare är 11 656. Liversedge var en civil parish 1866–1974. Civil parish hade 15 590 invånare år 1951. Byn nämndes i Domedagsboken (Domesday Book) år 1086, och kallades då Livresec/Livresech.
Terrängen runt Liversedge är platt åt nordost, men åt sydväst är den kuperad. Runt Liversedge är det tätbefolkat, med 947 invånare per kvadratkilometer. Närmaste större samhälle är Leeds, 13,9 km nordost om Liversedge. Runt Liversedge är det i huvudsak tätbebyggt.